# SL-CoV-WIV1
el virus SL-CoV-WIV1, a veces también llamado coronavirus similar al SARS WIV1, es un CoV recientemente identificado aislado de murciélagos de herradura rufo chino. El descubrimiento confirma que los murciélagos son el reservorio natural del virus del SARS. El análisis filogenético muestra la posibilidad de transmisión directa de SARS de murciélagos a humanos sin las civetas chinas intermedias, como se creía anteriormente. Es un betacoronavirus de ARN de cadena positiva, envuelto y de sentido positivo.